# Oribatella pulchra
Oribatella pulchra är en kvalsterart som beskrevs av Bernini 1974. Oribatella pulchra ingår i släktet Oribatella och familjen Oribatellidae. Inga underarter finns listade i Catalogue of Life.